# Liviu Rebreanu
Liviu Rebreanu, né le 27 novembre 1885 à Târlișua et mort le 1er septembre 1944 à Valea Mare, est un écrivain, dramaturge et journaliste roumain.

## Biographie
Né à Târlișua, dans le département de Bistrița-Năsăud au nord-est de la Transylvanie), il est le premier des quatorze enfants de Vasile Rebreanu, instituteur, et de Ludovica Diuganu, descendants de paysans. Son père a été camarade de classe de George Coșbuc. Liviu Rebreanu suit les cours à l'école primaire à Maieru où son père est son instituteur, à Năsăud et Bistrița, puis à l'école militaire à Sopron et, de 1903 à 1906, à l'Académie militaire royale hongroise Ludovika de Budapest. Il travaille comme sous-lieutenant pour l'armée austro-hongroise à Gyula mais il démissionne en 1908 pour se consacrer au journalisme et à l'écriture, au grand désespoir de ses parents. Le 1er novembre 1908 paraît sa première publication, la nouvelle Codrea dans la revue Luceafárul de Sibiu. En 1909, il traverse illégalement les Alpes de Transylvanie pour gagner le royaume de Roumanie. Il passera l'essentiel du reste de sa vie à Bucarest.
Il rejoint différents cercles littéraires, et travaille comme journaliste pour Ordinea, puis à Falanga literară și artistică. À la demande du gouvernement austro-hongrois, il est extradé en janvier 1910 à cause de ses activités journalistiques favorables au revendications des Roumains en Transylvanie. Incarcéré à Gyula, il est libéré en août ; il retourne à Bucarest. 
En 1911-1912, secrétaire au théâtre national de Craiova, où il travaille sous la direction du nouvelliste Emil Gârleanu. Il épouse Fanny Rădulescu. 
Son premier livre est publié en 1912 avec un recueil de nouvelles sous le titre Frământări [Tourments]. 
Durant la Première Guerre mondiale, Rebreanu est reporter pour Adevărul, tout en continuant à publier des nouvelles: Golanii [Les Vauriens] et Mărturisire (Confession) en 1916 et Răfuială (Comptes) en 1919. Après la guerre, il devient un important collaborateur à la société littéraire Sburătorul dirigée par le critique littéraire E. Lovinescu.
En 1920 Rebreanu publie son roman Ion, premier roman moderne roumain. Pour Ion, Rebreanu reçoit le prix de l'Académie roumaine, dont il devient un membre en 1939. De 1928 à 1930 il dirige le Théâtre national de Bucarest, et de 1940 à 1944 il est président de la Société des écrivains roumains (ro).
Il meurt en 1944, à l'âge de 59 ans à Valea Mare, Argeș

## Œuvre

### Nouvelles
- Catastrofa [La Catastrophe], 1921
- Norocul [La bonne chance], 1921
- Cuibul visurilor [Le nid des rêves], 1927
- Cântecul lebedei [Le chant du cygne], 1927
- Ițic Ștrul dezertor (Itsic Stroul, déserteur), 1932, nouvelle traduite en français d'abord en 1946 par Mario Roques dans le recueil Âmes en peine[1] (p.69) paru chez Jean Vigneau et reprise ensuite dans l'ouvrage collectif Nouvelles de la Grande Guerre, 2014,  (ISBN 978-2881829307)

### Romans sociaux
- Ion (Ion le Roumain)[2], traduit du roumain avec une introduction par Pierre Mesnard (en 1945), 1920
- Crăișorul (Le petit roi), 1929
- Răscoala (La Révolte), 1932
- Gorila (littéralement La gorille), roman de 1938 traduit en français par La Bête immonde[3], en 1995,  (ISBN 2-88382-056-2)

### Romans psychologiques
- Pădurea spânzuraților (La forêt des pendus), 1922
- Adam și Eva (Adam et Eve), 1925
- Ciuleandra [littéralement désigne le nom d'une danse populaire roumaine], roman de 1927, traduit en français par Madalina [4] en 1992
- Jar [Braise], 1934

### Autres romans
- Amândoi [littéralement Tous les deux], 1940, traduit en français avec le titre Deux d'un coup, Éditions Noir sur blanc, 1995,  (ISBN 2-88250-054-8)

### Pièces de théâtre
- Cadrilul [Le Quadrille], 1919
- Plicul [L'enveloppe], 1923
- Apostolii [Les apôtres], 1926